# 리커창 지수
리커창 지수(영어: Li Keqiang index) 또는 커창 지수(한국 한자: 克强指数, 영어: Keqiang index)는 중국의 리커창 총리가 중국의 경제 흐름을 판단하기 위해 제시한 3가지 지표에서 비롯된 경제지수를 말한다.

## 같이 보기
- 국내총생산(GDP)